# Enoplognatha peruviana
Enoplognatha peruviana es una especie de araña araneomorfa del género Enoplognatha, familia Theridiidae. Fue descrita científicamente por Chamberlin en 1916.
Habita en Perú.